# Liste der Monuments historiques in Bailly (Yvelines)
Die Liste der Monuments historiques in Bailly (Yvelines) führt die Monuments historiques in der französischen Gemeinde Bailly auf.

## Liste der Bauwerke
| Bezeichnung                       | Beschreibung                   | Standort | Kennzeichnung | Schutzstatus | Datum | Bild           |
| --------------------------------- | ------------------------------ | -------- | ------------- | ------------ | ----- | -------------- |
| Domäne Abords du carré de Réunion |                                | (Lage)   | PA00087363    | Classé       | 1955  |                |
| Telegrafenturm                    | Erbaut Anfang der 1790er Jahre | (Lage)   | PA00087364    | Inscrit      | 1943  | weitere Bilder |

## Liste der Objekte
- Monuments historiques (Objekte) in Bailly (Yvelines) in der Base Palissy des französischen Kultusministeriums